# Bache (civil parish)
Bache is een civil parish in het bestuurlijke gebied Cheshire West and Chester, in het Engelse graafschap Cheshire met 307 inwoners.